# Републикански път III-539
Републикански път IIІ-539 е третокласен път, част от републиканската пътна мрежа на България, изцяло на територията на Област Бургас. Дължината му е 45,1 км.
Пътят се отклонява наляво при 210,3 км на Републикански път II-53 в северната част на град Средец и се насочва на север през Бургаската низина. Минава през село Дюлево, пресича нисък вододел и слиза в долината на Русокастренска река при село Русокастро. От там пътят продължава отново на север преминава през селата Трояново и Вратица, пресича автомагистрала „Тракия“, при село Караново преодолява най-източните хълмисти части на възвишението Хисар, спуска се в долината на Айтоска река и в центъра на град Айтос се свързва с Републикански път I-6 при неговия 482,9 км.
По протежението на пътя вляво и вдясно от него се отделят 3 третокласни пътя с четирицифрени номера:
- при 24,6 км, в село Трояново — наляво Републикански път III-5391 (25,6 км) през селата Аспарухово, Крушово и Детелина до град Карнобат при 458,8 км на Републикански път I-6;
- при 33,9 км, северно от село Винарско — надясно Републикански път III-5392 (18,4 км) през селата Винарско и Кръстина и град Камено до село Братово пр 12,5 км на Републикански път III-7909;
- при 32 км на Републикански път III-5392, на 1,9 км северно от село Братово, наляво се отклонява Републикански път III-5393 (1,5 км) до КППЗ „Лукойл – Нефтохим“.

| Пътища, отклоняващи се надясно (населено място, № на пътя, посока на пътя) | Км   | Пътища, отклоняващи се наляво (посока на пътя, № на пътя, населено място) |
| -------------------------------------------------------------------------- | ---- | ------------------------------------------------------------------------- |
| Община Средец, II-53, 210,3 км, гр. Средец ←                               | 0,0  | ← гр. Средец, 210,3 км, II-53, Община Средец                              |
| (за 73 км на II-79) общински път, с. Дюлево ←                              | 5    | с. Дюлево                                                                 |
| Община Камено                                                              | 9,2  | Община Камено                                                             |
|                                                                            | 12,7 | → общински път (за с. Суходол)                                            |
| (за с. Ливада) общински път, с. Русокастро ←                               | 14   | с. Русокастро                                                             |
|                                                                            | 17,5 | → общински път (за с. Желязово)                                           |
| (от гр. Бургас) III-7909, 26,2 км →                                        | 22,9 |                                                                           |
| с. Трояново                                                                | 24,6 | → с. Трояново, 0 км, III-5391 (до гр. Карнобат)                           |
| с. Вратица                                                                 | 28,9 | с. Вратица                                                                |
| (до с. Братово) III-5392, 0 км ←                                           | 33,9 |                                                                           |
| Община Айтос                                                               | 35   | Община Айтос                                                              |
| с. Караново                                                                | 36,9 | с. Караново                                                               |
|                                                                            | 42,1 | → общински път (за с. Пирне)                                              |
| (до гр. Бургас) I-6, 482,9 км, гр. Айтос ←                                 | 45,1 | ← гр. Айтос, 482,9 км, I-6 (от ГКПП Гюешево)                              |